# Paloma (localidad)
Paloma es una localidad ubicada a 6 km al sur la ciudad de Tucupita, capital del estado Delta Amacuro, Venezuela. Esta localidad posee una excelente ubicación geográfica ya que tiene acceso directo al Caño Manamo el brazo de agua más grande del río Orinoco y a la Carretera Nacional que representa la principal ruta de acceso y salida hacia otros entidades federales del país. Paloma es actualmente la capital de la Parroquia Mariscal Antonio José de Sucre, una de las 8 parroquias civiles que conforman el Municipio Tucupita.

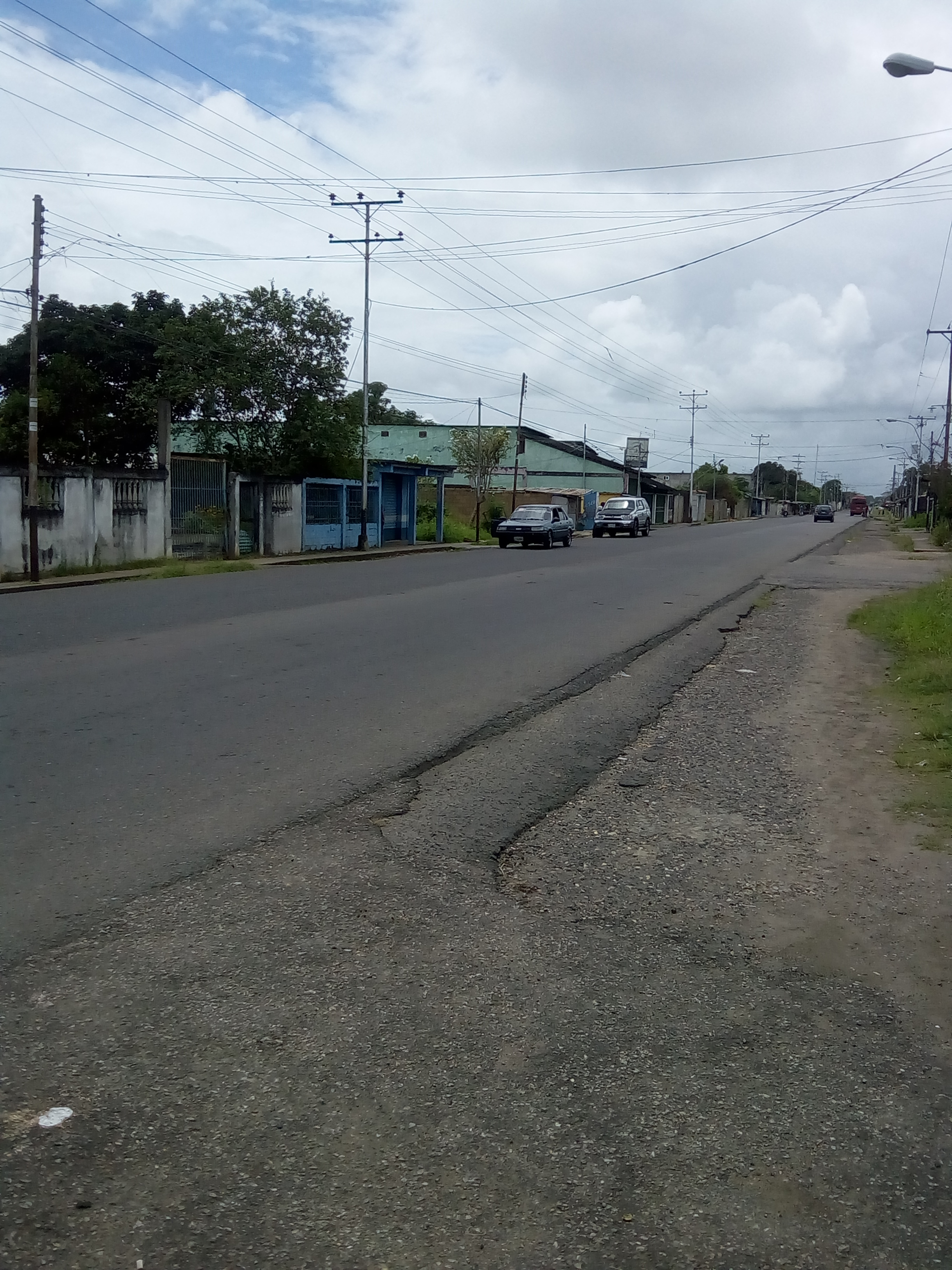
Vista parcial de la Carretera Nacional en su paso por la localidad de Paloma

## Historia
Para el año 1943 lo que hoy es la localidad de Paloma estaba conformada solo de haciendas de cacao y café, y plantaciones de maíz. Los primeros pobladores de esta zona vivían de la agricultura y la pesca; sus viviendas eran de barro con techo de temiche y distanciadas unas de otras. No contaban con el servicio de energía eléctrica, por lo tanto, se alumbraban con mechosos que preparaban con gasoil y kerosene; y los de más posibilidad utilizaban lámparas de gasolina y de carburo. El nombre de este territorio se origina debido a la gran cantidad de palomas que se posaban mañana y tarde en los sembradíos de maíz para alimentarse.
Fue a partir del año 1974 durante el primer mandato de Carlos Andrés Pérez cuando esta zona comenzó a ser urbanizada y formalmente constituida, en los años siguientes se empezó con la construcción de instituciones educativas, centros de salud y abastecimientos comerciales. Igualmente, con el paso de los años fueron incorporados los servicios públicos de agua potable, energía eléctrica, transporte público, internet, entre otros.

### Economía
La actividad económica que más se realiza en esta localidad es el comercio en general, en gran medida de alimentos (víveres, hortalizas, legumbres, cereales, etc…) Las iniciativas privadas han sido uno de los factores más importantes que han incrementado el desarrollo endógeno de esta zona geográfica. Cabe destacar que al menos un 90% de las transacciones económicas se efectúan a través de puntos de venta, transferencias bancarias y pagos por medio de huella dactilar (biopago); el dinero en efectivo es muy poco usado en esta zona. 

### Geografía
Posee una superficie de 3 km² un poco más grande que el área ocupada por Mónaco y el Vaticano juntos. Este territorio está situado entre el Caño Manamo y del dique de contención que bordea una gran parte del municipio Tucupita. El caño Manamo sirve como una ruta comercial para facilitar el transporte fluvial hacia el municipio Pedernales y también hacia la vecina isla de Trinidad situada al norte del estado Delta Amacuro. Predomina un clima tropical lluvioso registrándose una temperatura media anual de 27° y una alta pluviosidad de 1.650 mm. Su relieve está conformado en su mayor parte por la llanura del Delta del Orinoco. Su hidrografía está compuesta por los cursos de agua de los caños y brazos del Río Orinoco.  

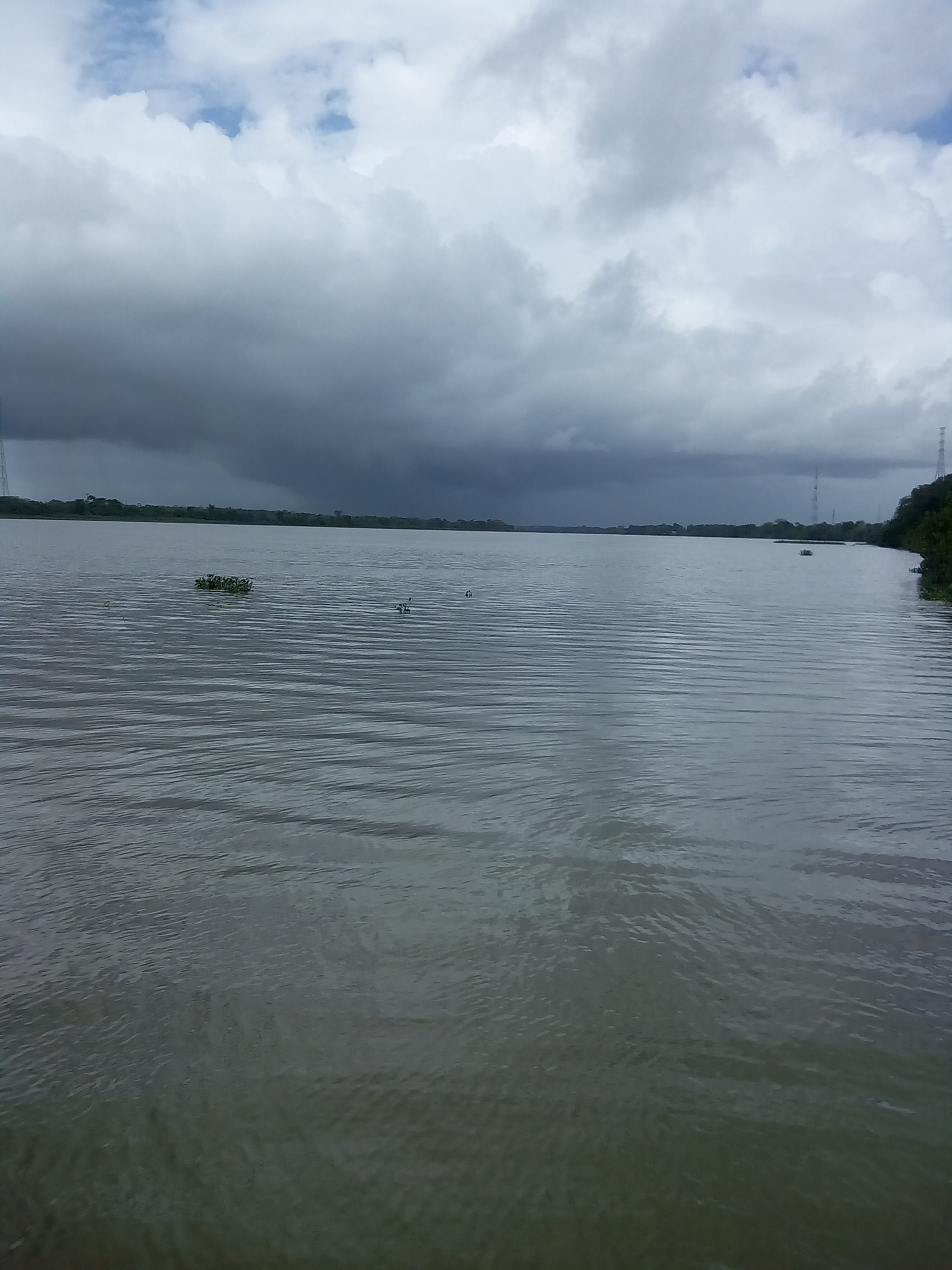
El imponente Caño Manamo en su paso por la localidad de Paloma las Palomas

### Cultura
La localidad refleja sus manifestaciones culturales realizando diversas actividades tradicionales y autóctonas como lo son la celebración de las fiestas patronímicas en honor a la Virgen del Valle en donde es costumbre comer carne de res asada acompañada de algunos tubérculos como la yuca y el casabe. Cuando llegan las fiestas decembrinas las familias se reúnen para encontrarse con sus seres queridos y además para poder preparar la típica hallaca acompañada de pan de jamón y ensalada de gallina, por lo general, este platillo típico venezolano es consumido la noche de los días 24 y 31 de diciembre (Nochebuena y Nochevieja respectivamente).

### Actualidad
Actualmente Paloma Las Palomas es administrada bajo un sistema de augobierno denominado Consejo Comunal, el cual está encaminado a la satisfacción de las necesidades públicas a partir de las iniciativas colectivas (objetivos, proyectos y planes) que son llevados a cabo por los mismos ciudadanos y respectivamente apoyados y financiadas por el Gobierno del Municipio Tucupita. Esta forma de gobierno fue instaurada en esta localidad  a mediados del año 2015 durante el mandato del actual presidente Nicolás Maduro. En los últimos años Paloma no ha estado exonerada de los embates o secuelas de la crisis económica de Venezuela la cual ha ocasionado una serie de problemas sociales como la delincuencia, la pobreza, y la corrupción. 

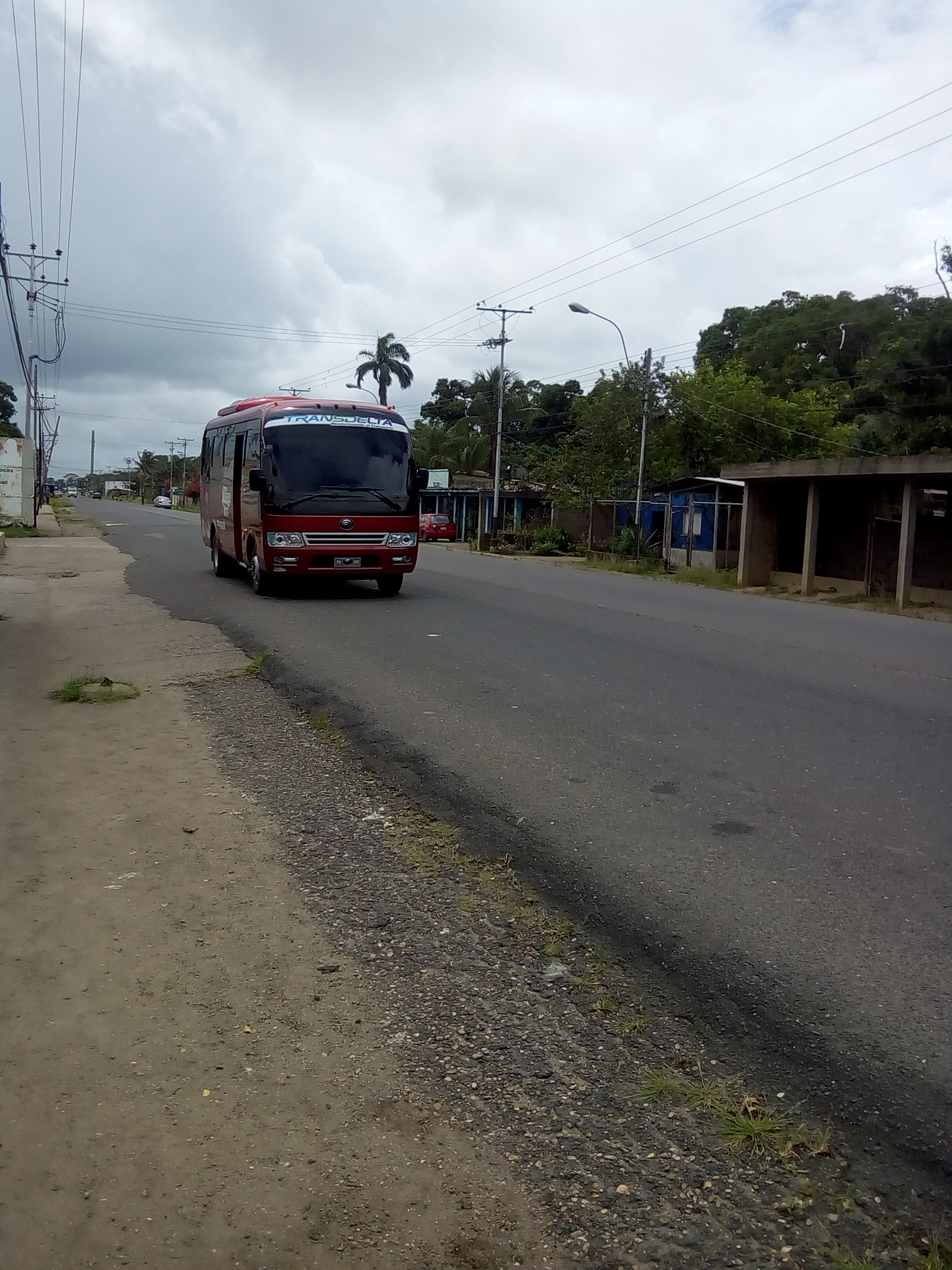
Una unidad de transporte público transitando por la Carretera Nacional de Tucupita.